# Ipomoea
Ipomoea es un género perteneciente a la familia de las convolvuláceas. Comprende entre 600 a 700 especies oriundas de las regiones tropicales y subtropicales del mundo. La mayoría de ellas habitan en África y en las zonas tropicales de América. Casi todas las especies del género son enredaderas herbáceas, aunque existen unas pocas que son arbustivas o arborescentes. La batata, también llamada camote o boniato (Ipomoea batatas), una de las especies más conocidas del género, se cultiva desde tiempos precolombinos, debido a sus raíces de gran valor alimenticio. Sus especies se conocen vulgarmente como campanitas, aunque en Cuba, a las que florecen por Navidad se las denomina aguinaldo.

## Descripción

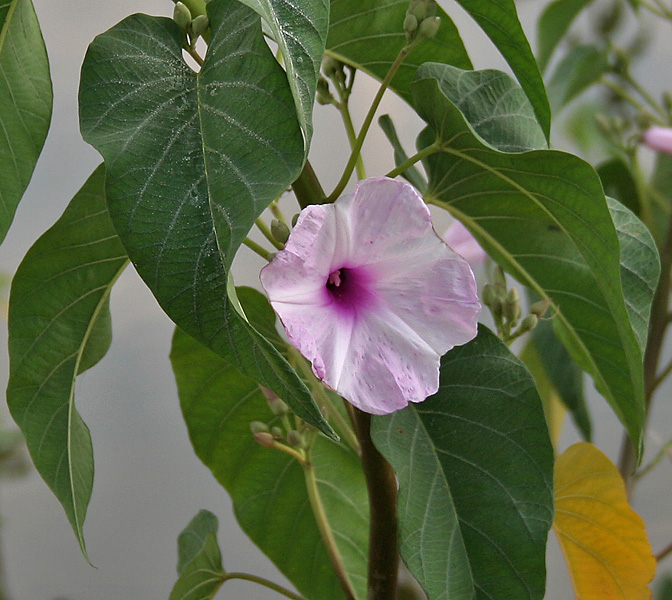
Ipomoea carnea

Son hierbas perennes, raramente anuales, a veces se encuentran lignificadas en la base. Pueden ser rizomatosas o tuberosas, pubescentes o glabras. Los tallos son volubles, raramente decumbentes, de sección poligonal o circular, con látex hialino, raramente de color blanco.

Las hojas son enteras o lobadas, a veces muy variables en el mismo tallo, pecioladas. Las inflorescencias son cimas dicasiales y axilares, rara vez con flores solitarias; pedúnculos de longitud variable. Flores pentámeras, cortamente pediceladas, con 2 brácteas opuestas o subopuestas, poco desarrolladas, que no ocultan el cáliz. Cáliz con sépalos libres, subiguales, glabros o pubescentes, herbáceos. Corola infundibuliforme, plegada, con prefloración contorta, con cinco lóbulos poco profundos, glabra. Estambres desiguales, insertos en el cuarto inferior del tubo de la corola, inclusos o exertos; filamentos estaminales filiformes, de base pubescente; anteras sagitadas, con ápice retuso, medifijas. Nectario intraestaminal de margen liso. Ovario cónico, bilocular, normalmente con dos rudimentos seminales en cada lóculo, con un estilo filiforme, incluso o exerto, glabro, con la parte basal persistente hasta la fructificación y terminado en 2-3 estigmas globosos. Fruto en cápsula subglobosa, con paredes coriáceas y dehiscencia valvar ± irregular y con 1-2 semillas por lóculo. Semillas con testa coriácea, lisa o papilosa, a veces pubescentes en los ángulos; cotiledones anchos,emarginados.

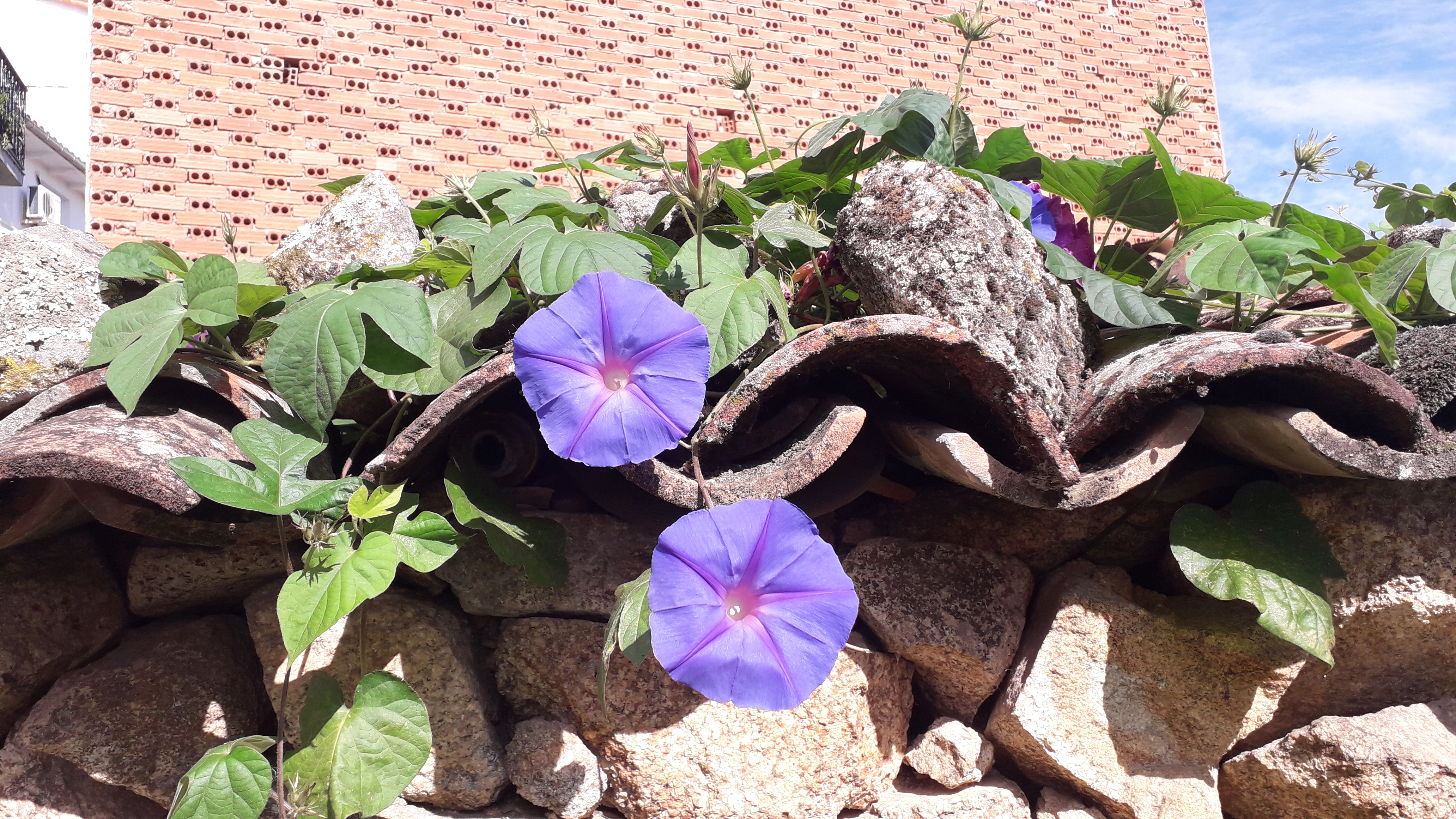
Losar

## Distribución y hábitat
Tienen una amplia distribución en zonas tropicales y subtropicales de todo el mundo, en ambos hemisferios.
A la llegada de los españoles a América, se conocía el cultivo de camotes, desde México hasta Perú; restos arqueológicos en este último país datan de 2.000 años a. C., y aún antes. A la llegada de Magallanes a Oceanía, en 1521, el camote era cultivado en casi todas las islas. Como el término para designarlo en Oceanía tiene afinidad con el nombre "kumura" que se usa en Perú, y como la expansión polinésica es mucho más reciente que las culturas americanas en que se conocía el cultivo, es de asumir que el camote fuera llevado de América a Oceanía. En Argentina, crecen 52 especies, once de las cuales son endémicas o propias.

## Cultivo y usos

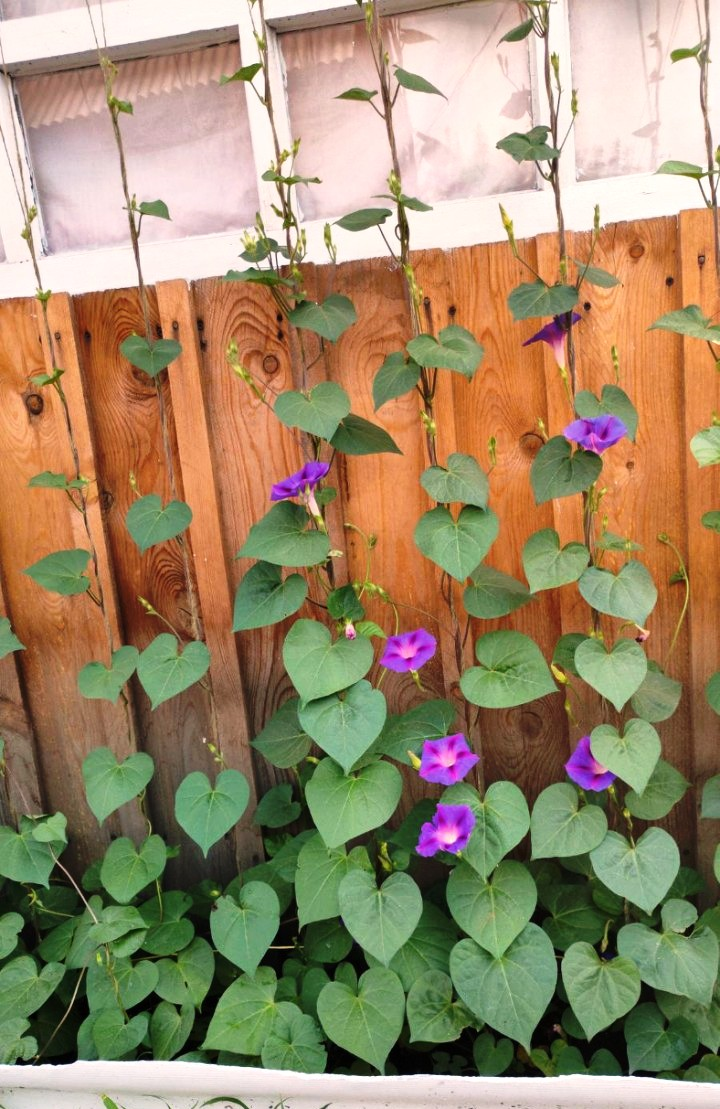
Gloria de la mañana. Siberia oriental

Requieren suelos bien drenados y exposición soleada, con temperaturas que no desciendan de 10 °C. Las especies trepadoras necesitan soporte de sujeción. Se multiplican por semillas que, debido a su dureza, se suelen sumergir en agua unas horas antes de la siembra. Las especies perennes también se pueden multiplicar por esquejes.
Muchas de las especies se utilizan en jardinería como ornamentales por la profusión de flores, el rápido crecimiento y su hábito trepador, lo que las hace idóneas para cubrir muros u otras superficies. En climas fríos se cultiva como planta anual, pero en los cálidos su facilidad de germinación la puede convertir en especie invasiva.

### Plagas y enfermedades
Enfermedades
- Manchas en las hojas. Cercospora y Alternaria.
- Roya: habitualmente las especies Puccinia y Coleosporium ipomoeae
- Chancro, producido por el hongo Vermicularia ipomoearum.[8]

Plagas
- Sufre ataques de pulgones, en ocasiones del escarabajo Cassida vittata y de orugas de la especie Heliothis armigera.[8]Ipomoea

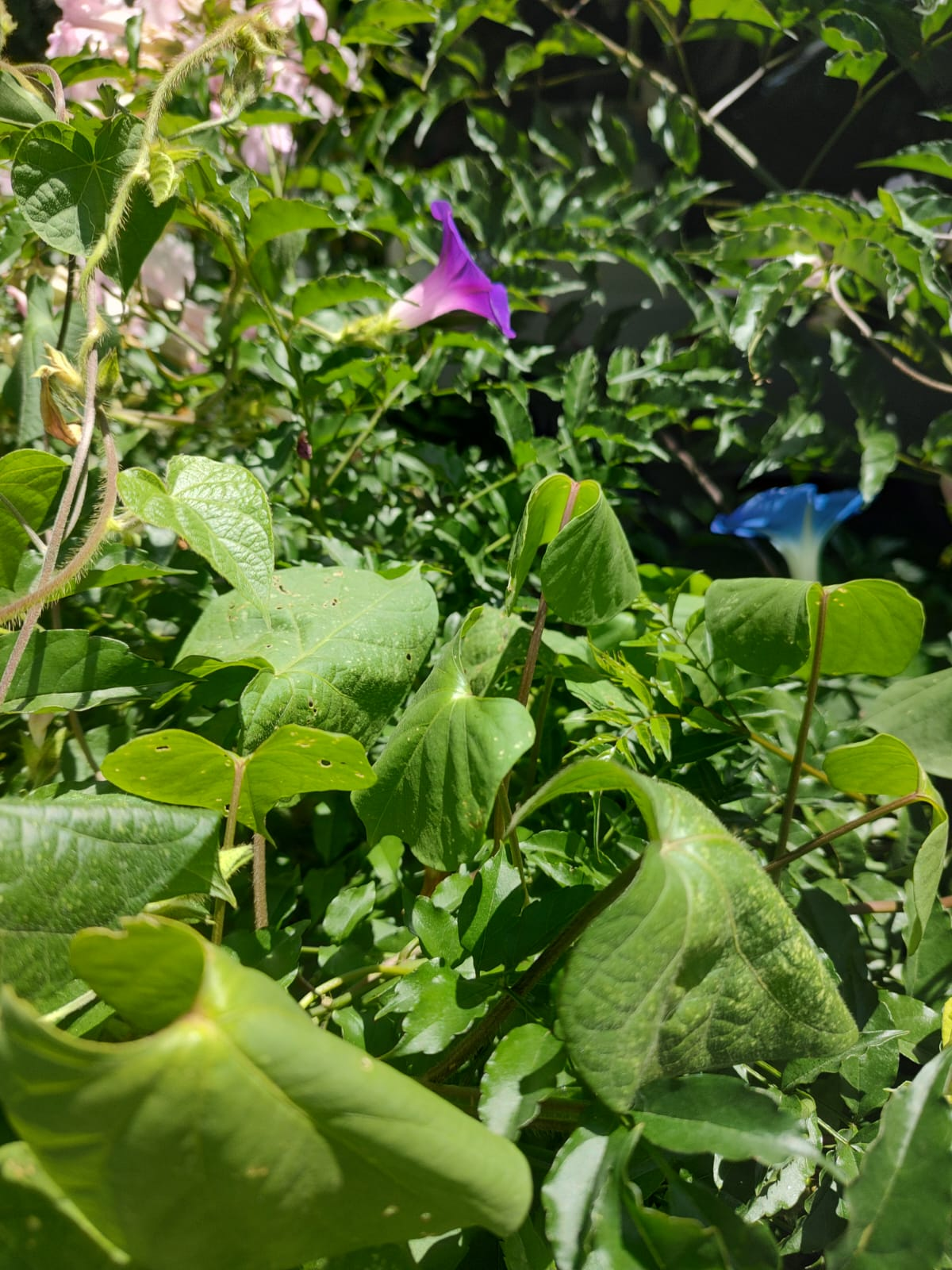
Ipomoea

## Importancia económica y cultural

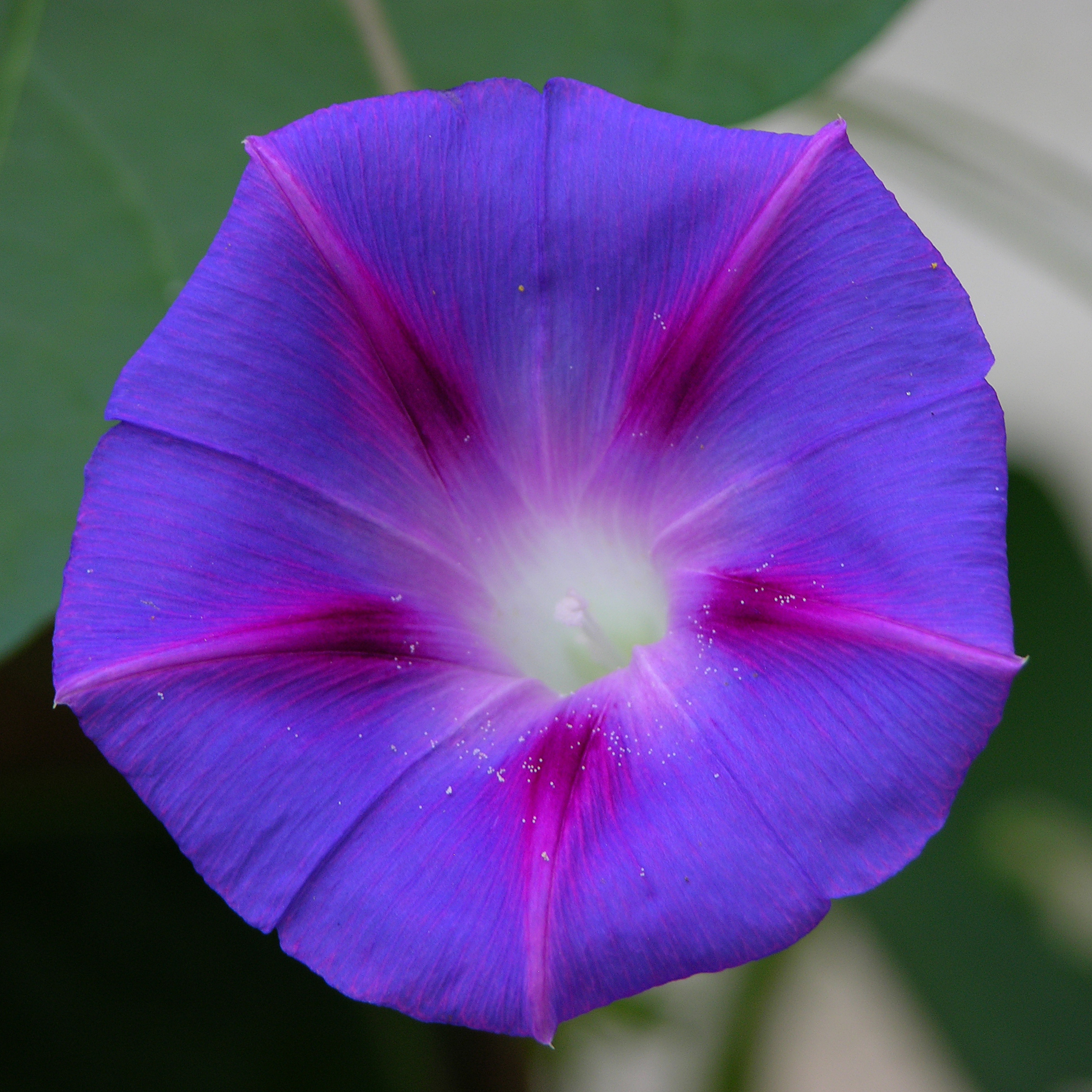
Ipomoea purpurea polinizada

Varias de las especies del género se han cultivado y utilizado desde la antigüedad con fines medicinales, nutricionales y en rituales religiosos.

Por ejemplo, la raíz tuberosa de Ipomoea batatas se consume prácticamente en todo el mundo por su contenido en hidratos de carbono. Las semillas de I. tricolor, así como de otras de las especies, fueron utilizadas ya en tiempos precolombinos como alucinógenos, al contener derivados del ácido lisérgico, también se conocen las propiedades fitotóxicas de I. tricolor.

## Taxonomía
El género fue descrito por Carlos Linneo y publicado en Species Plantarum 1: 159. 1753. La especie tipo es: Ipomoea pes-tigridis L.
Etimología
Ipomoea: nombre genérico que deriva de las palabras griegas:  ips, ipos = "gusano" y hómoios = "semejante", por el hábito voluble de sus tallos.

## Nombres comunes
Otros nombres comunes usados en español
Tumbavaqueros, cacastlapa, castlapa, espanta lobos, espantavaqueros, limpiatunas, maromero, pegajosa, quiebraplato, tanibata, tlaxcapan, manto (Martínez, 1979). En El Bajío, se conocen como campanita, quiebraplatos, quiebracajetes, Santa María del Campo y tumbavaqueros (Carranza, 2007).
Nombres comunes en idiomas indígenas de México
Linares et al. (1999) mencionan que se le conocía en náhuatl como cacamotic, nombre con el que se describen varias plantas del género Ipomoea.
En idioma maya, se conoce como x'hail (pronunciado ish-jaíl).